# Wolfgang Wahl
Wolfgang Wahl (Münster, 3 dicembre 1925 – Germering, 15 settembre 2006) è stato un attore tedesco, che fu attivo in campo teatrale, cinematografico e - a partire dalla metà degli anni sessanta - soprattutto televisivo.
Complessivamente, tra cinema e televisione, partecipò - tra l'inizio degli anni cinquanta e la seconda metà degli anni novanta - a circa un centinaio di differenti produzioni.

Tra i suoi ruoli principali, figurano, tra l'altro, quello del Capitano Fisby nel film TV Die Geishas des Captain Fisby (1953), quello di Wolfgang Pohl nella serie televisiva La clinica della Foresta Nera (Schwarzwaldklinik, 1988-1989) e quello di Agostino Kroll nella serie televisiva Hotel Paradies (1990).
A teatro, recitò presso il Düsseldorfer Schauspielhaus di Düsseldorf, il Thalia Theater di Amburgo, ecc.

## Filmografia parziale

### Cinema
- 08/15, regia di Paul May (1954)
- Ein Mädchen aus Paris, regia di Franz Seitz (1954)
- Berlino-Tokyo: Operazione spionaggio (Verrat an Deutschland), regia di Veit Harlan (1955)
- Gestatten, mein Name ist Cox, regia di Georg Jacoby (1955)
- Allegri prigionieri (Heldentum nach Ladenschluß), regia Erik Ode (1955) - (episodio "Captain Fox")
- Ein Herz voll Musik, regia di Robert Adolf Stemmle (1955)
- I banditi dell'autostrada (Banditen der Autobahn), regia di Géza von Cziffra (1955)
- Drei Mädels vom Rhein, regia di Georg Jacoby (1955)
- Die wilde Auguste, regia di Georg Jacoby (1956)
- Ich und meine Schwiegersöhne, regia di Georg Jacoby (1956)
- Das Liebesleben des schönen Franz, regia di Max Nosseck (1956)
- Die Rosel vom Schwarzwald, regia di Rudolf Schündler (1956)
- Die schöne Meisterin, regia di Rudolf Schündler (1956)
- Saison in Oberbayern, regia di Ludwig Bender (1956)
- U boat 55 il corsaro degli abissi (Haie und kleine Fische), regia di Frank Wisbar (1957)
- Sissi a Ischia (Scampolo), regia di Alfred Weidenmann (1958)
- I diavoli verdi di Montecassino (Die grünen Teufel von Monte Cassino), regia di Harald Reinl (1958)
- Gonne strette... tacchi a spillo (Grabenplatz 17), regia di Erich Engels (1958)
- La famiglia Trapp in America (Die Trapp-Familie in Amerika), regia di Wolfgang Liebeneiner (1958)
- So ein Millionär hat's schwer, regia di Géza von Cziffra (1958)
- Nick Knattertons Abenteuer - Der Raub der Gloria Nylon, regia di Hans Quest (1959)
- Schlag auf Schlag, regia di Géza von Cziffra (1959)
- La Paloma, regia di Paul Martin (1959)
- Bobby Dodd greift ein, regia di Géza von Cziffra (1959)
- Grand Hotel (Menschen im Hotel), regia di Gottfried Reinhardt (1959)
- Rosen für den Staatsanwalt, regia di Wolfgang Staudte (1959)
- Buddenbrooks - 1. Teil, regia di Alfred Weidenmann (1959)
- Buddenbrooks - 2. Teil, regia di Alfred Weidenmann (1959)
- I forzati del piacere (Paradies der Matrosen), regia di Harald Reinl (1959)
- Scacco alla follia (Schachnovelle), regia di Gerd Oswald (1960)
- Sooo nicht, meine Herren, regia di Michael Burk (1960)
- Wenn die Heide blüht, regia di Hans Deppe (1960)
- Genosse Münchhausen, regia di Wolfgang Neuss (1962)
- Straße der Verheißung, regia di Imo Moszkowicz (1962)
- Edgar Wallace a Scotland Yard (Der Zinker), regia di Alfred Vohrer (1963)
- Lieder klingen am Lago Maggiore, regia di Hans Grimm (1963)
- Der Mörder, regia di Ottokar Runze (1979)

### Televisione
- Die Geishas des Captain Fisby, regia di Gustav Burmester – film TV (1953)
- Schule für Eheglück – serie TV, 5 episodi (1953-1954)
- Gäste im Haus, regia di Ralph Lothar – film TV (1957)
- Aufruhr, regia di Eugen York – film TV (1960)
- Kein Grund zur Unruhe, regia di Hermann Pfeiffer – film TV (1964)
- Tim Frazer – serie TV, episodi 2x01-2x02 (1964)
- Marie Octobre, regia di Imo Moszkowicz – film TV (1964)
- Die Gardine, regia di Rainer Erler – film TV (1964)
- Napoleon greift ein, regia di Frank Lothar – film TV (1964)
- Nebeneinander, regia di Harald Benesch – film TV (1964)
- Dieser Mann und Deutschland, regia di Hans Jürgen Pohland e Heinz von Cramer – film TV (1967)
- Hochzeitsnacht, regia di Ludwig Cremer – film TV (1967)
- Kündigungen, regia di Ludwig Cremer – film TV (1969)
- Morgen, ein Fenster zur Straße, regia di Dieter Schlotterbeck – film TV (1970)
- Das System Fabrizzi, regia di Imo Moszkowicz – film TV (1972)
- Federlesen - Bilder aus dem Leben eines Einfallsreichen, regia di Eberhard Itzenplitz – film TV (1972)
- Der 21. Juli, regia di Peter Schulze-Rohr – film TV (1972)
- Squadra speciale K1 (Sonderdezernat K1) – serie TV, episodio 1x04 (1973)
- Der Tod der Schneevögel, regia di Eberhard Itzenplitz – film TV (1974)
- Der Kommissar – serie TV, episodio 6x10 (1974)
- Tod in Astapowo, regia di Günter Gräwert – film TV (1974)
- Eurogang – serie TV, episodio 1x05 (1976)
- Von Emma, Türkenpaul und Edwin mit der Geige, regia di Rainer Wolffhardt – film TV (1976)
- Waffen für Amerika, regia di Heinz Schirk – film TV (1976)
- Gesellschaftsspiele, regia di Sigi Rothemund – film TV (1976)
- Sanfter Schrecken, regia di Alfred Weidenmann – film TV (1977)
- Der Tod des Camilo Torres, oder: Die Wirklichkeit hält viel aus, regia di Eberhard Itzenplitz – film TV (1977)
- Haben Sie nichts zu verzollen?, regia di Michael Günther – film TV (1977)
- Jörg Preda berichtet – serie TV, episodi 3x01-3x02 (1977)
- Kleine bunte Freudenspender, regia di Eberhard Pieper – film TV (1978)
- Friedrich Schachmann wird verwaltet, regia di Eberhard Pieper – film TV (1978)
- Sechs Millionen – miniserie TV (1978)
- Der Geist der Mirabelle. Geschichten von Bollerup, regia di Eberhard Pieper – film TV (1978)
- Das komplott, regia di Dieter Wedel – film TV (1979)
- Wie erziehe ich meinen Vater? – serie TV, episodio 1x07 (1979)
- Wer anderen eine Grube gräbt, regia di Herbert Vesely – film TV (1980)
- Der nächste, bitte, regia di Michael Günther – film TV (1981)
- Frau Juliane Winkler, regia di Michael Günther – film TV (1983)
- Der Glücksritter – serie TV (1984)
- Gesichter des Schattensm, regia di Kristian Kühn – film TV (1984)
- Die doppelte welt, regia di Kristian Kühn – film TV (1985)
- Polizeiinspektion 1 – serie TV, episodio 7x05 (1985)
- Theaterblut, regia di Michael Günther – film TV (1985)
- Es muß nicht immer Mord sein – serie TV, episodio 2x03 (1985)
- L'ispettore Derrick (Derrick) – serie TV, 5 episodi (1978-1986)
- Rückfahrt in den Tod, regia di Hans-Jürgen Tögel – film TV (1986)
- Ein heikler Fall – serie TV, episodio 1x09 (1987)
- Der Schatz im Niemandsland – serie TV, episodi 1x05-1x06 (1987)
- Tatort – serie TV, 2 episodi (1972-1987)
- Die Bombe, regia di Christian Görlitz – film TV (1988)
- Eichbergers besondere Fälle – serie TV, episodio 1x11 (1988)
- Anwalt Abel – serie TV, episodio 1x01 (1988)
- Il commissario Köster (Der Alte) – serie TV, episodi 1x01-12x02-12x12 (1977-1988)
- Die Männer vom K3 – serie TV, episodio 1x03 (1988)
- Die Gunst der Sterne, regia di Diethard Klante – film TV (1988)
- 14º Distretto (Großstadtrevier) – serie TV, episodio 2x04 (1989)
- La clinica della Foresta Nera (Schwarzwaldklinik) – serie TV, 19 episodi (1988-1989)
- Un caso per due (Ein Fall für zwei) – serie TV, episodi 8x01-9x09 (1988-1989)
- L'eredità dei Guldenburg (Das Erbe der Guldenburgs) – serie TV, episodi 3x03-3x04 (1990)
- Hotel Paradies – serie TV, 16 episodi (1990)
- Die Kupferfalle, regia di Detlef Rönfeldt – film TV (1990)
- Das größte Fest des Jahres - Weihnachten bei unseren Fernsehfamilien, regia collettiva – film TV (1991)
- Vendetta privata (Der Deal), regia di Christian Görlitz – film TV (1991)
- Glückliche Reise – serie TV, episodio 1x0 (1992)
- Der Patenonkel – serie TV, episodi 1x06-1x07-1x08 (1992)
- Classe di ferro (Der große Bellheim) – miniserie TV (1993)
- Mallorca - Liebe inbegriffen, regia di Wolfgang Luderer – film TV (1993)
- Soko 5113 – serie TV, episodio 10x08 (1993)
- A cavallo della fortuna (Alles Glück dieser Erde) – serie TV (1993)
- Kommissar Klefisch – serie TV, episodi 1x01-1x03-1x05 (1990-1995)
- Dr. Stefan Frank - Der Arzt, dem die Frauen vertrauen – serie TV, episodio 2x01 (1996)